# Avia B-35
Avia B-35 byl československý stíhací letoun vzniklý koncem 30. let dvacátého století. Jeho vývoj byl zahájen již příliš pozdě, aby ho bylo možno zařadit včas do výzbroje předválečného československého vojenského letectva.

## Vznik a vývoj
Práce na letounu pod vedením ing. Františka Novotného začala na objednávku MNO ze dne 22. května 1936. Jednalo se o elegantní samonosný dolnoplošník se štíhlým eliptickým křídlem smíšené konstrukce velmi moderních tvarů.
První prototyp B-35.1 byl zalétán šéfpilotem Avie Rudolfem Daleckým v době mobilizace 28. září 1938. Od projektu se lišil provizorním pevným kapotovaným podvozkem (vývoj zatahovacího podvozku se opozdil), slabším motorem Avia HS 12Ydrs o výkonu 860 k namísto uvažovaného typu Avia 12Y-1000 o výkonu 1000 k a také dvoulistou dřevěnou vrtulí. Už v této podobě byly dojmy testovacích pilotů z nového typu, který dosahoval rychlosti až 485 km/h, velice pozitivní.
Do okupace byly vyrobeny pouze dva prototypy (prototyp B-35.1 byl ztracen při nehodě dne 22. listopadu 1938 a B-35.2, zalétaný 30. prosince 1938, se od něj lišil jen v detailech). Československo objednalo počátkem roku 1939 první desetikusovou sérii, německá okupace ale dodání letounů zabránila.
Po vzniku protektorátu vývoj typu, považovaného představiteli okupačních úřadů za perspektivní, i nadále pokračoval. Třetí prototyp B-35.3 (později přeznačený na B-135.1), zalétnutý dne 20. června 1940, již byl vybaven zatahovacím podvozkem a novým křídlem s přímou náběžnou hranou pro zjednodušení technologie výroby, poté veden jako B-135.2 (imatrikulace D-IBPP). Sériová výroba pod názvem Avia B-135 po okupaci 15. března 1939 byla určena pouze pro vývoz do Bulharska (Av 135.101 až Av 135.112), první stroj ze série B-135.101 nesl během zalétávání v Československu imatrikulaci D-IWKM. Bulharští piloti kpt. Krasťo Atanasov a fw. Jordan Ferdinandov při obraně Sofie proti náletu USAAF dne 30. března 1944 dosáhli pravděpodobného sestřelu čtyřmotorového bombardéru, buď typu B-24 Liberator anebo B-17 Flying Fortress.

## Specifikace

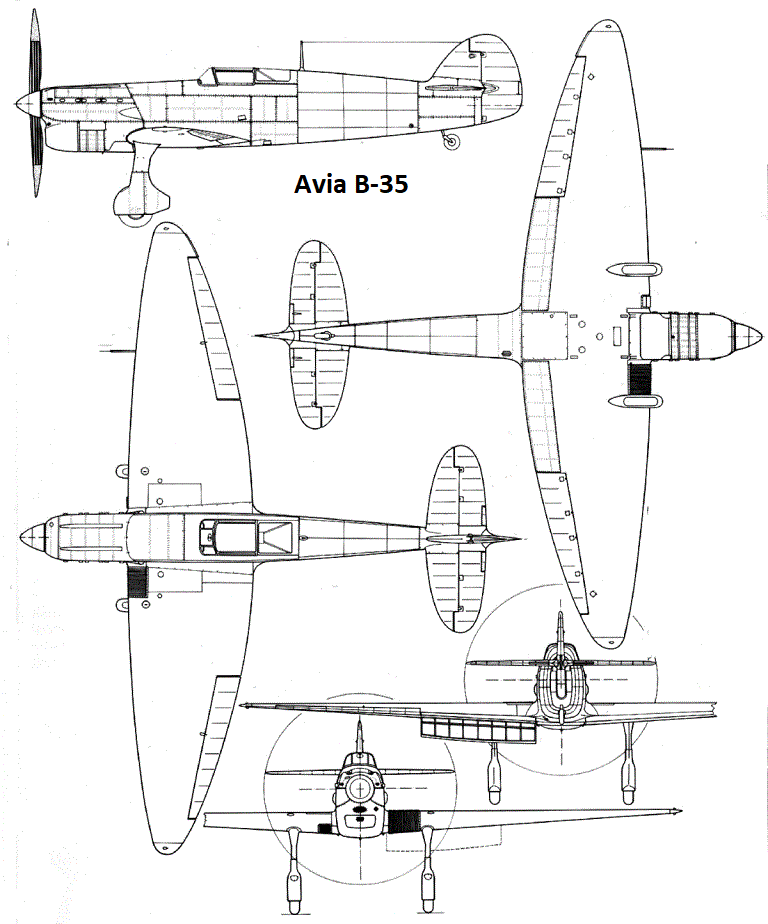
Třípohledový nákres B-35

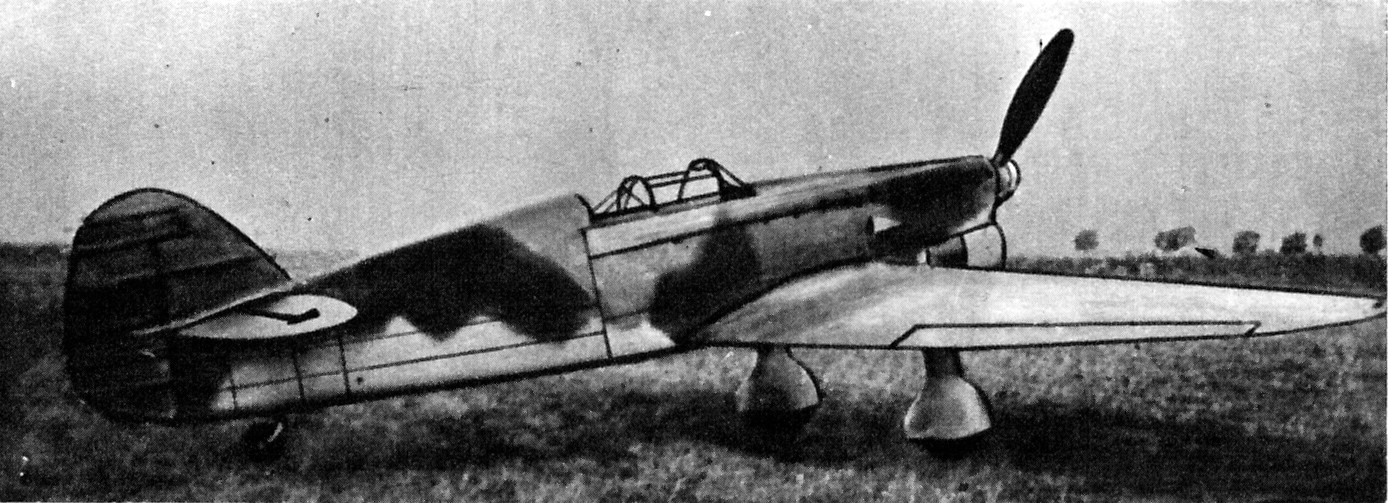
První prototyp B-35

### Technické údaje
- Osádka: 1
- Rozpětí: 10,85 m
- Délka: 8,5 m
- Nosná plocha: 17 m²
- Hmotnost prázdného letounu: 1690 kg
- Vzletová hmotnost: 2380 kg
- Pohonná jednotka: 1 × dvanáctiválcový vidlicový motor Avia HS 12Ycrs[pozn. 1] (licence)
- Výkon pohonné jednotky: 860 k (632,5 kW) při 2400 ot/min. (v nominální výšce 4 000 m)

### Výkony
- Maximální rychlost: 495 km/h
- Dostup: 8500 m
- Dolet: 550 km

### Výzbroj
- 1 × kanón Hispano 404[pozn. 1] ráže 20 mm
- 2 × synchronizovaný kulomet vz. 30 ráže 7,92 mm